# 2017 ワールド・ベースボール・クラシック E組
2017 ワールド・ベースボール・クラシック E組（トウキョウラウンド）（英語: 2017 World Baseball Classic Pool E Tokyo）は、ワールド・ベースボール・クラシック第4回大会の、東京で開催された2次リーグ。2017年3月12日から3月15日までの日程で東京ドームで開催された(外野フェンスは今大会の特別仕様で行なわれる)。

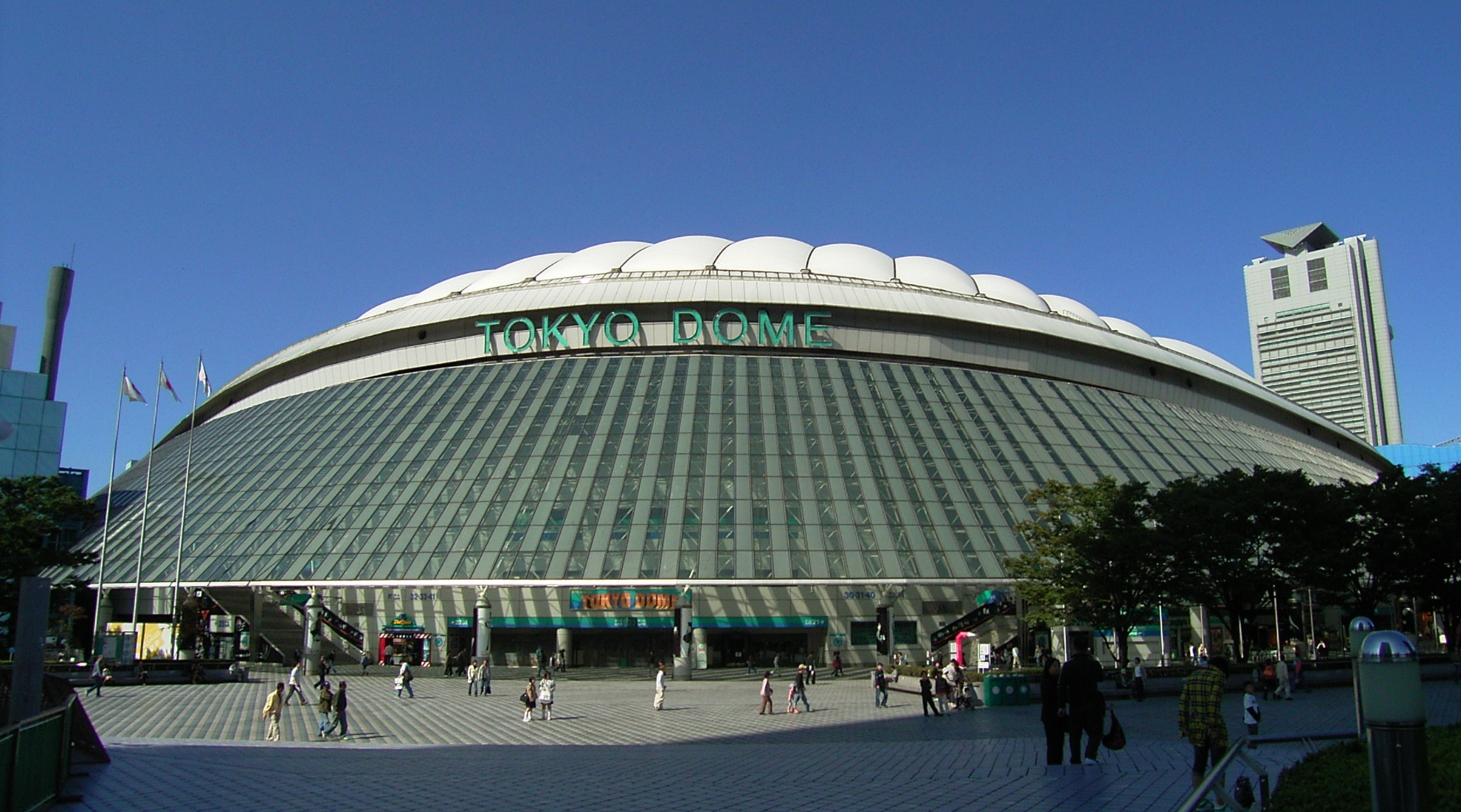
東京ドーム

本ラウンドは、野球日本代表の公式スポンサーで日本のビール会社であるアサヒビール株式会社の冠協賛を得ており、この東京ドームを中心とした日本で開催される第1ラウンドのB組、並びに第2ラウンドのE組を総称した正式大会名は、同代表のオフィシャルドリンクとなっている同社のビール商品を冠にした『アサヒスーパードライプレゼンツ 2017ワールド・ベースボール・クラシック東京プール』と称されている。

## 経緯
2016年
- 8月26日 - 同組が発表[2]。

2017年
- 3月12日 - 15日開催。

## 大会概要
A組1位のイスラエル、同2位のオランダおよびB組1位の日本、同2位のキューバが出場。同組2チームがアメリカ合衆国カリフォルニア州ロサンゼルスのドジャー・スタジアムで行われる決勝ラウンドへ出場する。

## 試合結果

### GAME1 (3月12日)
12:08試合開始、試合時間3時間14分、観衆43,153人
| イスラエル | 4 - 1 | キューバ |

|            | 1 | 2 | 3 | 4 | 5 | 6 | 7 | 8 | 9 | R | H | E |
| ---------- | - | - | - | - | - | - | - | - | - | - | - | - |
| キューバ   | 0 | 1 | 0 | 0 | 0 | 0 | 0 | 0 | 0 | 1 | 5 | 1 |
| イスラエル | 0 | 0 | 0 | 1 | 0 | 2 | 0 | 1 | x | 4 | 5 | 0 |

1. キ：ノエルビル・エンテンザ、ヨアンニ・イエラ、ホセ・アンヘル・ガルシア、リバン・モイネロ、ヨスバニ・トーレス
2. イ：ジェイソン・マーキー、ソーントン、ゴールドバーグ、ジョシュ・ゼイド
3. 勝利：ジェイソン・マーキー（2勝）
4. セーブ：ジョシュ・ゼイド（1勝2S）
5. 敗戦：ヨアンニ・イエラ（2敗）
6. 本塁打
キ：アルフレド・デスパイネ（3号）

出典：

### GAME2 (3月12日)
19:08試合開始、試合時間4時間46分、観衆44,326人
| オランダ | 6 - 8 | 日本 |

|          | 1 | 2 | 3 | 4 | 5 | 6 | 7 | 8 | 9 | 10 | 11 | R | H  | E |
| -------- | - | - | - | - | - | - | - | - | - | -- | -- | - | -- | - |
| 日本     | 0 | 1 | 4 | 0 | 1 | 0 | 0 | 0 | 0 | 0  | 2  | 8 | 15 | 0 |
| オランダ | 0 | 1 | 4 | 0 | 0 | 0 | 0 | 0 | 1 | 0  | 0  | 6 | 12 | 0 |

1. （延長11回）
2. 日：石川歩、平野佳寿、千賀滉大、松井裕樹、秋吉亮、宮西尚生、増井浩俊、則本昂大、牧田和久
3. オ：リック・バンデンハーク、ディエゴマー・マークウェル、シャイロン・マルティス、マイク・ボルセンブローク、トム・デブロック、ルーク・ファンミル、トム・ストイフバーゲン
4. 勝利：牧田和久（1勝1S）
5. 敗戦：トム・ストイフバーゲン（1敗）
6. 本塁打
日：中田翔（3号）
オ：ジョナサン・スコープ（1号）、ウラディミール・バレンティン（1号）
7. 審判
［球審］フェリックス・テハダ
［塁審］ラリー・バノーバー、コーリー・ブレイザー、トレバー・グリーブ

出典：
試合時間の4時間46分は今大会史上最長時間の新記録となった。又、延長11回以降のタイブレークに突入したのもこの試合が初めてであった。この試合で、日本の中田が今大会で日本人選手として史上初の3試合連続本塁打の新記録を打ち立てた。更に中田はこの試合で一人で5打点を出した。

### GAME3 (3月13日)
19:08試合開始、試合時間3時間4分、観衆5,017人
| イスラエル | 2 - 12 | オランダ |

|            | 1 | 2 | 3 | 4 | 5 | 6 | 7 | 8 | R  | H  | E |
| ---------- | - | - | - | - | - | - | - | - | -- | -- | - |
| オランダ   | 0 | 2 | 4 | 4 | 0 | 0 | 0 | 2 | 12 | 15 | 1 |
| イスラエル | 0 | 0 | 0 | 1 | 0 | 0 | 1 | 0 | 2  | 8  | 0 |

1. （8回規定によりコールドゲーム）
2. オ：ジェイアー・ジャージェンス、J.C.スルバラン、プロエガー、オーランド・イェンテマ
3. イ：ベイカー、ジェレミー・ブライヒ、ダニー・ブラワ、レイキンド、カッツ、ヘロン、ケイリッシュ、ニーマン
4. 勝利：ジェイアー・ジャージェンス（1勝）
5. 敗戦：ベイカー（1勝1敗）
6. 本塁打
オ：ディディ・グレゴリウス（1号）
イ：ネイト・フレイマン（2号）

出典：

### GAME4 (3月14日)
19:10試合開始、試合時間3時間25分、観衆32,717人
| 日本 | 8 - 5 | キューバ |

|          | 1 | 2 | 3 | 4 | 5 | 6 | 7 | 8 | 9 | R | H  | E |
| -------- | - | - | - | - | - | - | - | - | - | - | -- | - |
| キューバ | 0 | 2 | 0 | 2 | 0 | 1 | 0 | 0 | 0 | 5 | 10 | 1 |
| 日本     | 1 | 0 | 1 | 0 | 2 | 1 | 0 | 3 | x | 8 | 9  | 0 |

1. キ：ブラディミール・バノス、ヨアンニ・イエラ、ミゲル・ラエラ
2. 日：菅野智之、平野佳寿、増井浩俊、松井裕樹、秋吉亮、牧田和久
3. 勝利：秋吉亮（1勝）
4. セーブ：牧田和久（1勝2S）
5. 敗戦：ミゲル・ラエラ（1敗）
6. 本塁打
キ：ユリスベル・グラシアル（1号）
日：山田哲人（1号、2号）

出典：この試合で日本の先頭打者、山田がWBCの日本人選手としてイチロー・鳥谷敬に次ぐ史上3人目の先頭打者ホームランと決勝の2点本塁打の3打点で日本の勝利に大きく貢献した。

### GAME5 (3月15日)
12:08試合開始、試合時間2時間19分、観衆40,680人
| キューバ | 1 - 14 | オランダ |

|          | 1 | 2 | 3 | 4 | 5 | 6 | 7 | R  | H  | E |
| -------- | - | - | - | - | - | - | - | -- | -- | - |
| オランダ | 3 | 1 | 3 | 5 | 1 | 0 | 1 | 14 | 13 | 0 |
| キューバ | 0 | 0 | 0 | 0 | 1 | 0 | 0 | 1  | 5  | 2 |

1. （7回規定によりコールドゲーム）
2. オ：ディエゴマー・マークウェル、シャイロン・マルティス
3. キ：ラザロ・ブランコ、ブラディミール・ガルシア、ヨスバニ・トーレス、ホンデル・マルティネス、レアンドロ・マルティネス
4. 勝利：シャイロン・マルティス
5. 敗戦：ラザロ・ブランコ
6. 本塁打
オ：ウラディミール・バレンティン（2号、3号）、ユレンデル・デカスター（1号）、カリアン・サムス（1号）
7. 審判
［球審］トッド・ティチェナー
［塁審］トレバー・グリーブ、フェリックス・テハダ、ラリー・バノーバー

出典：オランダがキューバに圧勝して2大会連続で準決勝進出を決めた。キューバは2次ラウンド全敗で敗退となった。

### GAME6 (3月15日)
19:08試合開始、試合時間3時間28分、観衆43,179人
| 日本 | 8 - 3 | イスラエル |

|            | 1 | 2 | 3 | 4 | 5 | 6 | 7 | 8 | 9 | R | H  | E |
| ---------- | - | - | - | - | - | - | - | - | - | - | -- | - |
| イスラエル | 0 | 0 | 0 | 0 | 0 | 0 | 0 | 0 | 3 | 3 | 5  | 0 |
| 日本       | 0 | 0 | 0 | 0 | 0 | 5 | 0 | 3 | x | 8 | 13 | 1 |

1. イ：ジョシュ・ゼイド、ディラン・アクセルロッド、ザック・ソーントン、アレックス・カッツ（英語版）、ブラッド・ゴールドバーグ、タイラー・ヘロン、ジャレッド・レイキンド
2. 日：千賀滉大、平野佳寿、宮西尚生、秋吉亮、牧田和久
3. 勝利：平野佳寿（1勝）
4. 敗戦：ディラン・アクセルロッド（1敗）
5. 本塁打
日：筒香嘉智（3号）
6. 審判
［球審］コーリー・ブレイザー
［塁審］ラリー・バノーバー、トレバー・グリーブ、フェリックス・テハダ

出典：日本が東京で行われた1次ラウンド・2次ラウンドの6試合全てに勝って6戦全勝でアメリカでの決勝トーナメントにコマを進めた。イスラエルは連敗で2次ラウンド敗退が決まった。

### GAME7プレイオフ (3月16日)
- 開催せず

## 最終順位
| 順位 | 国・地域   | 勝 | 負 | 得点 | 失点 | 差  |
| ---- | ---------- | -- | -- | ---- | ---- | --- |
| 1    | 日本       | 3  | 0  | 24   | 14   | -   |
| 2    | オランダ   | 2  | 1  | 32   | 11   | 1.0 |
| 3    | イスラエル | 1  | 2  | 9    | 21   | 2.0 |
| 4    | キューバ   | 0  | 3  | 7    | 26   | 3.0 |

## テレビ・ラジオ中継

### 日本国内での放送

#### テレビ中継
- Game1
  - JSPORTS2 11:55 - 16:30
- Game2
  - テレビ朝日系列

放送時間：19:08 - 翌0:09[12]（当初予定より195分延長）
実況：清水俊輔 解説:古田敦也、前田智徳 ベンチ情報:大西洋平、三上大樹 進行:宇賀なつみ
  - JSPORTS1 18:45 - 23:30
- Game3
  - JSPORTS1 18:45 - 23:30
- Game4
  - TBSテレビ系列

放送時間：18:15 - 19:42・19:42 - 22:50（関東地方など一部地域のみ。左記以外の大半の地域では18:30開始。当初予定より50分延長）
実況：初田啓介 解説:原辰徳、槙原寛己 ゲスト:黒田博樹 リポーター:新タ悦男、石井大裕
  - JSPORTS3 18:45 - 23:30
- Game5
  - JSPORTS4 11:55 - 16:30
- Game6
  - テレビ朝日系列

放送時間：19:08 - 21:54（当初予定より3分延長。「報道ステーション」開始前に試合が終了しなかったため、同番組を10分後拡大の上、番組内で試合終了まで継続放送。）[13]
実況：大西洋平 解説:古田敦也、前田智徳 ベンチ情報:三上大樹、草薙和輝 進行:宇賀なつみ
  - JSPORTS1 18:45 - 23:30

Game7に日本が出場する場合にはTBSテレビ系列で放送予定であった。
地上波の中継では、日本代表公認サポートキャプテン（応援団長）として中居正広がベンチ横からレポートをする。

#### ラジオ中継
- Game2
  - ニッポン放送 18:50 - 翌0:21（21:50までの予定・2時間31分延長、東海ラジオにもネット）
- Game4
  - ニッポン放送 19:00 - 23:00（21:50までの予定・1時間10分延長、STVラジオ・東海ラジオ・KBCラジオにもネット）
- Game6
  - ニッポン放送 19:00 - 23:00（21:50までの予定・1時間10分延長、STVラジオ・東海ラジオ・KBCラジオにもネット）